# Natuurpark Urkiola

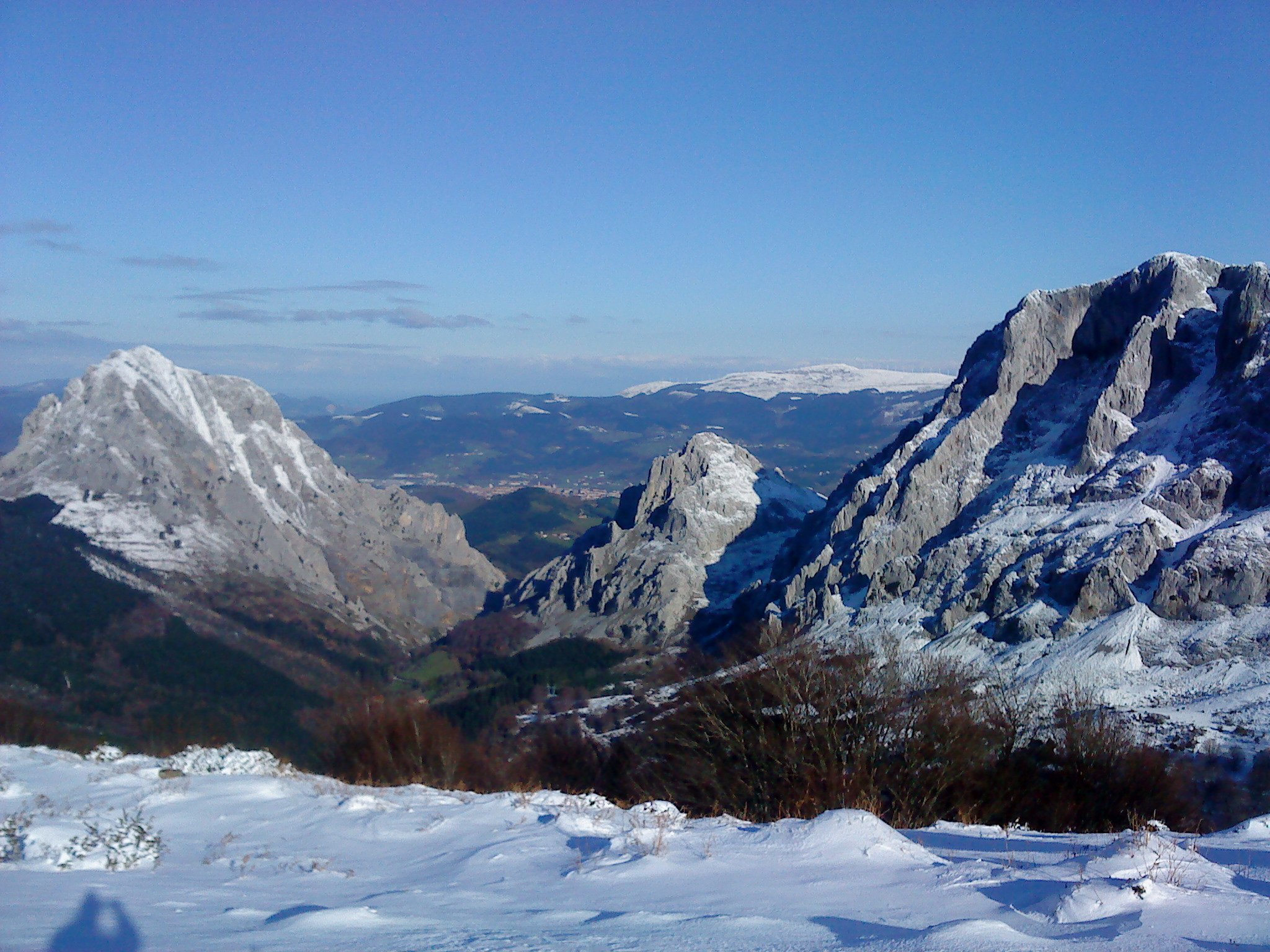

Het Natuurpark Urkiola (Spaans: Parque natural de Urkiola/Baskisch: Urkiolako natura parkea) is een natuurpark in Baskenland in Spanje. Het natuurpark werd opgericht in 1989 en is 5768 hectare groot. Het natuurpark omvat gebergte (Sierra Aramotz), bossen en weiden.